# Волгоградський міст
Волгоградський міст (неофіційно "Танцюючий міст") — автомобільний міст, що входить до комплексу автодорожніх споруд мостового переходу через річку Волгу в Волгограді.

## Значення для регіону
Волгоградський міст — один з ключових об'єктів програми комплексного розвитку Волгоградського транспортного вузла, а також один з найбільших об'єктів транспортної інфраструктури російського значення
За висновком Інституту системного аналізу (ІСА) РАН мостовий перехід через Волгу у Волгограда є "високоефективним об'єктом, як з точки зору суспільства в цілому, так і з точки зору комерційних інтересів". За допомогою нового моста буде знижена транспортне навантаження на греблю Волзької ГЕС , інтенсивність руху по якій вже досягла межі
Новий мостовий перехід покликаний забезпечити розвантаження доріг федерального значення, транспортних магістралей міста і вихід на республіки Середньої Азії, міста Астрахань і Саратов. Необхідний для створення нового транспортного коридору "Схід-Захід" Волго-Донського маршруту і рішення великих транспортних проблем Волгоградської області і Південного федерального округу

## Структура проекту
Велика протяжність переходу (30 км) і економічна доцільність залучення значних капіталовкладень у будівництво викликали необхідність виділення у складі мостового переходу чотирьох пускових комплексів:
| I комплекс   | - Лівобережний підхід до в'їзду у Краснослободськ - міст через Волгу з лівобережною естакадною частиною - Естакадний перетин міських магістралей і залізниць - перетин з II Подовжньої магістраллю розв'язка в районі Мамаєва кургану |
| II комплекс  | - міст через Ахтубу - правобережна естакадна частина - Лівобережний підхід до примиканням існуючої автодороги Волзький—Ленінськ - правобережний підхід з виходом на існуючу автодорогу                                                |
| III комплекс | - лівобережний підхід між I і II пусковими комплексами, включаючи заплавні мости і транспортні розв'язки |
| IV комплекс  | - закінчення правобережного підходу до мосту через Волгу від II до III подовжньої магістралі з транспортними розв'язками |

## «Танцюючий міст»
20 травня 2010 рух по  мосту було припинено через повідомлення диспетчерів про сильне розгойдування конструкції. За словами очевидців, амплітуда коливань становила близько 1 метра. О 18:30 співробітники ДАІ УВС по Волгограду перекрили авторух по мосту через Волгу. Передбачається, що через значне вітрове навантаження міст увійшов у резонанс з амплітудою коливань у вертикальній площині близько 50-60 см. Візуальний огляд показав, що дорожнє покриття і опори не отримали ушкоджень.
20 травня 2010 на мосту працювали співробітники муніципальної служби порятунку, ГУ МНС по регіону, авторух перекрито до прибуття фахівців з Саратова. Обстеження не виявило дефектів і показало, що міст готовий до експлуатації. Вранці 25 травня після пробного проїзду важких вантажівок, навантажених щебенем, рух легкового автотранспорту по мосту відновився.
У зв'язку з подією, міст вже отримав неофіційну назву "танцюючий" всі пошукові системи в червні 2010 року на запит "Танцюючий міст» видають першим рядком Волгоградський міст. Такий вираз широко використовується в інтернет-листуванні в блогах і форумах. Примітно, що чимала кількість коментарів до відеофайлів в інтернеті висловлювали сумнів у тому, що коливання такої амплітуди взагалі можливі без руйнування мосту.
У листопаді 2011 року на мосту була завершено встановлення демпферів (гасителів коливань)

## Перевірка рахункової палати
28 липня 2010 Голова рахункової палати Сергій Степашин доповів Президенту про виявлені порушення на суму 152 мільйони рублів (нецільове використання бюджетних коштів, проведення їх поза конкурсами, використання різних підрядних організацій-одноденок). Крім того, ціна самого проекту була перевищена майже на 1,5 мільярда рублів.

## Ресурси Інтернету
- Volgograd Bridge experiencing oscillations [Архівовано 19 лютого 2014 у Wayback Machine.], via RT
- Ivanov otkryl v Volgograde samyi bolshoy most v Evrope (Иванов открыл в Волгограде самый большой мост в Европе (Russian) . Vesti. Архів оригіналу за 31 березня 2014. Процитовано 10 жовтня 2009.
- Most cherez Volgu vsyo-taki otkrili (Мост через Волгу все-таки открыли) (Russian) . Комсомольська правда. Архів оригіналу за 3 березня 2016. Процитовано 10 жовтня 2009.
- Most cherez Volgu, stroyushisya v Vologograd boleye 10 let, otkroyut (Мост через Волгу, строящийся в Волгограде более 10 лет, откроют) (Russian) . RIA Novosti. Архів оригіналу за 14 жовтня 2009. Процитовано 10 жовтня 2009.